# Giovanni Lucio
Giovanni Lucio (in latino Joannes Lucius, in croato Ivan Lučić; Traù, settembre 1604 – Roma, 11 gennaio 1679) è stato uno storico dalmata, originario di Traù, allora parte della Repubblica di Venezia.

## Vita e opere

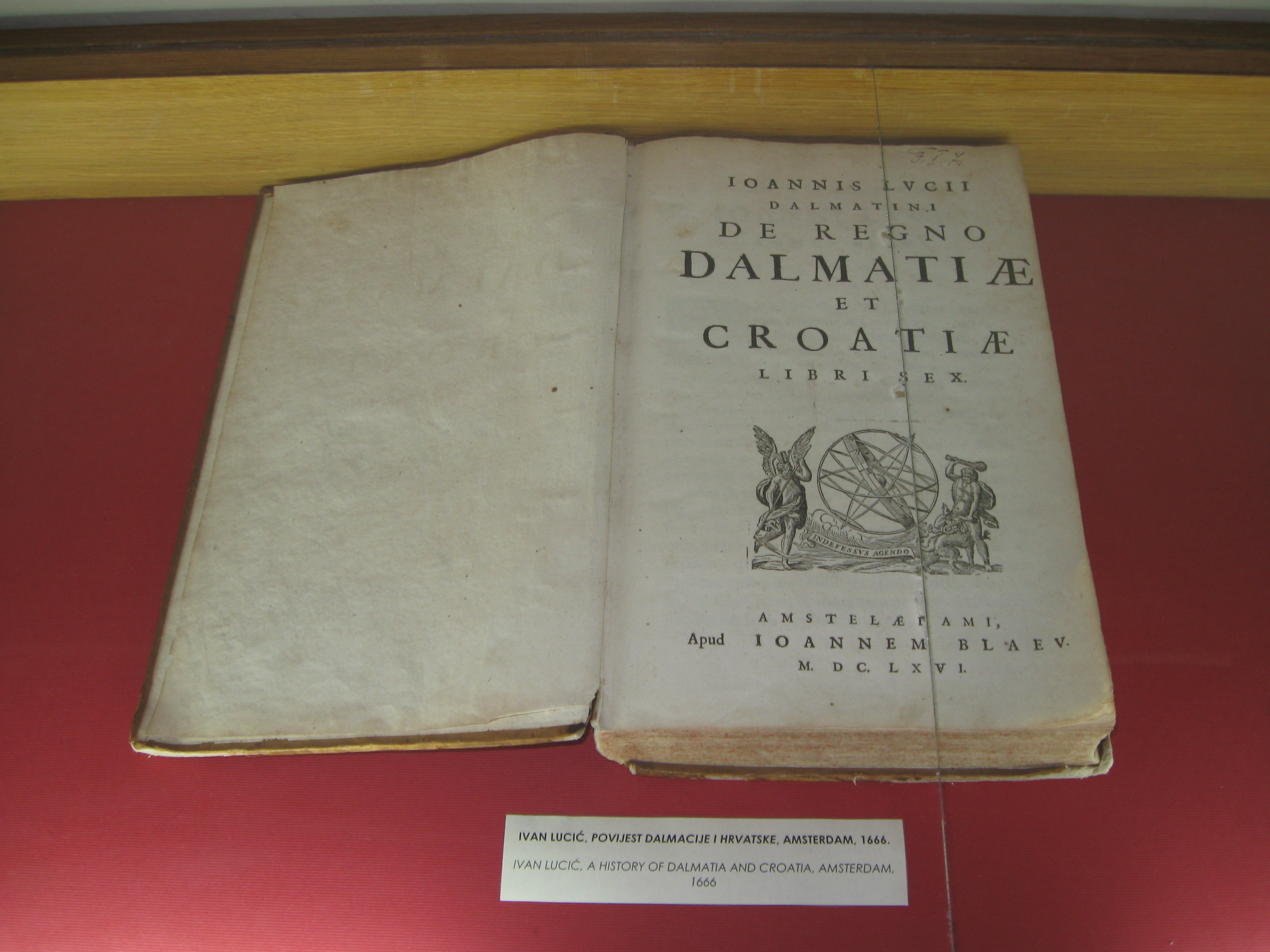
Giovanni Lucio. De regno Dalmatiae et Croatiae. Amsterdam, 1666. Museo della città di Traù

La sua famiglia è attestata già da documenti del XIII secolo in diversi comuni della Dalmazia, e fu per secoli nel consiglio dei nobili traurini.
Figlio di Pietro e di Caterina Difnico (discendente da altra notabile famiglia dalmata), dopo i primi studi nella sua città natale, fu prima a Padova e poi a Roma a studiare lettere, ottenendo la laurea in giurisprudenza a Padova nel 1630. Tornato a Traù fece parte del Consiglio Municipale ed occupò varie cariche cittadine destinate alla nobiltà. Nel 1643 fu inviato dal Consiglio a Venezia insieme a Domenico Andreis per sostenere i privilegi della nobiltà contro le pretese dei cittadini.
Nel 1646 sovrintese ai lavori di fortificazione contro i Turchi.
Raccolse in volumi i documenti che ritrovò nell'ufficio della fabbrica della cattedrale e diresse l'erezione del nuovo altare e il collocamento dell'arca nuova, in cui furono riposte le reliquie di San Giovanni Orsini, patrono di Traù.
Ultimo superstite maschio della sua antica casata, ne riorganizzò le sostanze in modo da potersi ricavare una rendita annua di circa 400 ducati, sufficienti a garantirgli una vita agiata e indipendente, al fine di potersi dedicare ai suoi prediletti studi. Per amore del sapere, decise quindi di trasferirsi nuovamente a Roma, ove si impegnò nello studio della storia.
L'occasione che lo portò ad occuparsi seriamente di storia dalmata fu che, scoppiata la guerra di Candia e in previsione della perdita di questo possesso, Venezia avrebbe potuto vedersi togliere quegli onori regi a lei concessi fino a quel momento. È lo stesso Lucio a parlarne in una lettera all'amico Valerio Da Ponte: "(...) se la disputa ha da stare nel titolo regio, le isole del levante non formano titolo; e se bene Sansovino dice che lo stato di terraferma, Friuli e Istria, formano un altro regno, questo è parte dell'Impero occidentale, anzi del Regno d'Italia, onde alli Veneziani resta la Dalmazia, ché, se l'affetto non mi inganna e se comincia a crivellare le cose, qui si cascarà al sicuro".
Questa circostanza lo spinse a scrivere la sua opera più famosa, quel "De regno Dalmatiae et Croatiae" che si prefiggeva quindi lo scopo di dimostrare che i possedimenti veneziani lungo la costa orientale dell'Adriatico avevano costituito un regno che all'infuori di Cipro, di Candia e delle altre province del Levante e di Terraferma procuravano a Venezia sia la sede regia che la dignità regale.
Dallo stesso epistolario con Da Ponte si conoscono le sue fonti principali: la Cronaca di Zara di Simone Gliubavaz (opera andata perduta in seguito), la geografia di Palladio Fosco, gli Annali del Baronio, la Storia del Thurocz, il Regno degli Slavi dell'Orbini, le opere del Marulo.
Nel 1651 aveva già scritto l'introduzione contenente la descrizione dell'Illirico e della Dalmazia nei loro confini a seconda delle varie fasi storiche, giungendo fino all'Alto Medioevo. Per migliorare le proprie conoscenze, si recò a Zara e a Spalato per consultarvi i locali archivi, creando nel contempo una rete di collaboratori che gli procurassero altri documenti: lo stesso Da Ponte e il Gliubavaz a Zara, il Dominis ad Arbe, il Difnico a Sebenico e il Cindro a Spalato.
Nel 1652 aveva terminato il primo libro e parte del secondo, ma decise di tornare ancora una volta a Roma per la consultazione delle carte locali: dieci anni ancora durò la sua fatica, che poté dirsi conclusa solo nel 1662.
Lunghe furono anche le peripezie per trovare un editore disposto a sobbarcarsi il rischio della stampa e della commercializzazione di un'opera così imponente, fino a quando incontrò a Roma il libraio di Amsterdam Cornelius Blaeu, di cui Lucio aveva curata l'educazione di due nipoti: l'opera venne quindi stampata nel 1666, ma il Lucio la poté ricevere solo verso la fine del 1667.
Sulla scorta delle sue ricerche, Lucio poté in seguito scrivere le Memoriae istoriche di Tragurio, ora detto Trau (pubblicate a Venezia nel 1673) ed un libro sulle iscrizioni latine della Dalmazia (Iscriptiones dalmaticae), oltre al nuovo Statuto della città di Traù.
Morì a Roma nel 1679, ed il suo corpo venne sepolto nella chiesa di San Girolamo.

## De Regno Dalmatiae et Croatiae

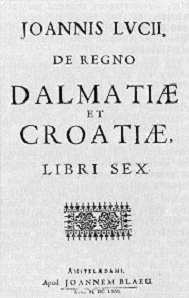
La prima edizione del De Regno Dalmatiae et Croatiae

Il volume, in folio, porta il titolo Joannis Lucii Dalmatini De Regno Dalmatiae et Croatiae Libri sex, ed è illustrato da sei atlanti storici, dalla preistoria fino al secolo XV.
La materia è così suddivisa:
- Dai tempi antichi alle invasioni dei barbari, in specie degli Avari e degli Slavi che occuparono la provincia e ne distrussero le città; i Croati e la loro conversione al Cristianesimo, i loro sistemi amministrativi e le differenze fra la Dalmazia propria rispetto alla Croazia e alla Serbia. Questo primo periodo termina al nono secolo d.C. con la disputa fra Franchi e Bizantini per il controllo della Dalmazia, e come successivamente i Veneti ebbero il predominio sulla regione.
- Il periodo croato, dal nono al dodicesimo secolo, in cui Lucio espone le gesta dei duchi e dei re croati, per quanto essi hanno attinenza con la storia dalmata. In questa seconda parte, Lucio distingue la Dalmazia romana della Croazia, analizzando specificamente le differenze di costumi e i confini fra le due province.
- Le lotte fra Venezia e Costantinopoli, con la descrizione dello sviluppo dei comuni dalmati.
- Le lotte fra Venezia e l'Ungheria dalla distruzione di Zara (1202) alla pace di Zara (1358) che costrinse Venezia a cedere tutti i suoi possedimenti sull'Adriatico orientale.
- Il dominio ungherese, le lotte intestine dei loro principi fino alla vendita della Dalmazia effettuata da Ladislao - re di Napoli - alla Repubblica di Venezia
- Il periodo veneziano.

L'opera ebbe un influsso decisivo sulla storiografia relativa alla Dalmazia: fu la prima espressamente fondata sulle fonti primarie, per quanto possibile analizzate in originale, e per secoli rimase insuperata.

## Identificazione nazionale
L'intento celebrativo del dominio di Venezia sulla Dalmazia e l'espressa autoidentificazione di Lucio con l'antica famiglia romana dei Lucius hanno storicamente fatto ritenere questo autore come un classico esempio di dalmata legato al mondo latino.
Nel 1879 lo storico croato Franjo Rački pronunziò un discorso all'Accademia d'Arti e Scienze di Zagabria, additandolo come "padre della storiografia croata", che "da lui discende ed in lui trova il maestro ai cui metodi obbedisce e si ispira". Joannes Lucius/Giovanni Lucio venne quindi per la prima volta chiamato Ivan Lučić, ed espressamente identificato come croato dagli studiosi di quel paese.